# Johann Tholden

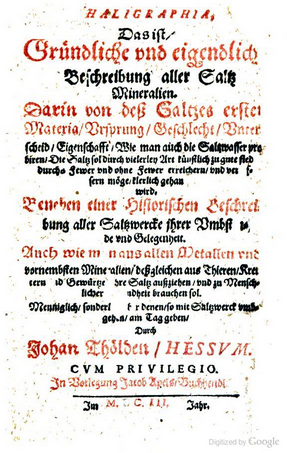
Haligraphia
obra publicada em 1603

Johann Thölde ou também Johann Georg Toeltius (Grebendorf, por volta de 1565 — por volta de 1614), foi um alquimista, autor e editor alemão, que se tornou famoso por editar, a partir de 1602, as obras atribuídas a Basilio Valentim, personagem de existência discutida. Considera-se Thölde um dois mais significativos cientistas das ciências químicas da sua época.
Supõem-se hoje em dia que Thölde foi, pelo menos parcialmente, autor dos livros atribuídos a Basilio Valentim, como "O Carro triunfal do antimónio" e, mais especificamente, tudo o que se refere à primeira descrição "científica" deste elemento químico - descoberta tradicionalmente atribuída a Valentim.
Escreveu, sem margem para dúvidas, um livro intitulado "Disenteria vermelha e a extremamente rápida e perigosa doença da pestilência" em Erfurt em 1599 e uma obra de alquimia ("Haligraphia"), também em Erfurt, em 1603.

## Obras
- (Hg.) Basilius Valentinus: De Occulta Philosophia. Oder Von der heimlichen Wundergeburt der sieben Planeten und Metallen, 2. Aufl., Leipzig 1611
- Haliographia. Das ist: gründliche unnd eigendliche Beschreibung aller Saltz-mineralien. Beneben einer historischen Beschreibung aller Saltzwercke. Apel, Leipzig 1612 (Nachdruck: Reprintverlag, Leipzig 1992, ISBN 3-7463-0193-9)
- "Proces Buch"  von 1594 :  "Triumphwagen des Antimons" (Text des handschriftliches "Proces Buch" enthalten), Verlag: Humberg Buchverlag 2004  ISBN 9783980278874